# История русского искусства в 22 томах
«Исто́рия ру́сского иску́сства» в 22 томах — издательский проект Государственного института искусствознания, призванный прийти на смену советскому изданию 1950-х годов. Находится в печати с постепенным изданием томов вне хронологической последовательности.
«Новая „История русского искусства“ наследует традиции двух предыдущих изданий — дореволюционного и советского времени, вышедших под редакцией И. Э. Грабаря — основателя Государственного института искусствознания». Проект возник по инициативе Алексея Ильича Комеча (1936—2007) и при поддержке Федерального агентства по культуре и кинематографии.
Энциклопедия «охватывает не только традиционную троицу: архитектура, живопись и скульптура, но и декоративно-прикладное искусство, музыку, театр, моду, фотографию и кинематограф».
В создании I тома приняли участие такие учёные, как Л. И. Лифшиц, В. Я. Петрухин, О. С. Попова, В. Д. Сарабьянов.
Посвящённый первой трети XIX века том энциклопедии под редакцией члена-корреспондента РАН Г. Ю. Стернина в 2013 году был отмечен премией газеты The Art Newspaper Russia.

## Содержание
В списке перечислены планируемые тома наряду уже с вышедшими из печати.
- Том 1. Искусство Киевской Руси IX — первой четверти XII века. Отв. ред. А. И. Комеч. — М.: Северный паломник, 2007. 664 с., ил.[2]
- Том 2. Искусство Древней Руси XII века.
  -  Книга 1. Искусство 20-60-х годов XII века. Отв. ред. Л. И. Лифшиц. — М.: Государственный институт искусствознания, 2012. 462 с., ил.[3]
  -  Книга 2. Искусство второй половины XII века. Отв. ред. Л. И. Лифшиц. — М.: Государственный институт искусствознания, 2015. 576 с., ил.[4]
- Том 3. Искусство Древней Руси конца XII — первой половины XIII века.
  -  Книга 1. Архитектура, живопись, пластика и орнамент конца XII — первой половины XIII века. Отв. ред. Л. И. Лифшиц. — М.: Государственный институт искусствознания, 2023. 408 с., ил.[5]
- Том 4. Искусство Древней Руси середины XIII — середины XIV века. Отв. ред. Э. С. Смирнова. — М.: Государственный институт искусствознания, 2019. 720 с., ил.[6]
- Том 5. Искусство Древней Руси второй половины XIV — первой трети XV века.
- Том 6. Искусство Древней Руси XV — первой трети XVI века.
- Том 7. Искусство Московской Руси XVI века.
- Том 8. Искусство первой половины XVII века.
- Том 9. Искусство второй половины XVII века.
- Том 10. Искусство первой трети XVIII века.
- Том 11. Искусство второй трети XVIII века.
- Том 12. Искусство последней трети XVIII века.
- Том 13. Искусство провинции второй половины XVIII века. В двух полутомах. Отв. ред. Г. К. Смирнов. — М.: Государственный институт искусствознания, 2023. 1290 с., ил.[7][8]
- Том 14. Искусство первой трети XIX века. Отв. ред. Г. Ю. Стернин. — М.: Северный паломник, 2011. 880 с., ил.[9]
- Том 15. Искусство второй трети XIX века. 1833—1861.
- Том 16. Искусство 1860—1870-х годов.
- Том 17. Искусство 1880—1890-х годов. Отв. ред. С. К. Лащенко. — М.: Государственный институт искусствознания, 2014. 720 с., ил.[10]
- Том 18. Искусство начала XX века. 1900—1915. Изобразительное искусство.
- Том 19. Искусство начала XX века. 1900—1915. Театральное и музыкальное искусство.
- Том 20. Искусство второй половины 1910-х — 1920-х годов.
- Том 21. Искусство 1930-х — начала 1950-х годов.
- Том 22. Искусство середины 1950-х — 1980-х годов.